# Brod (Bohinj)
Brod (IPA:  [ˈbɾoːt]) è un insediamento (naselje) di 987 abitanti, della municipalità di Bohinj nella regione statistica dell'Alta Carniola in Slovenia.

## Storia
La chiesa del paese è dedicata a Maria Maddalena.